# Groupe intervention vidéo
Pour les articles homonymes, voir GIV.
Le Groupe Intervention Vidéo (GIV) est un organisme culturel à but non lucratif basé à Montréal et fondé en 1975. Il adopte des orientations féministes dès 1980 et est depuis destiné à la production et la distribution de vidéos réalisées par des femmes.

## Historique

### Fondation
Le Groupe Intervention Vidéo voit le jour en 1975, à l'initiative des cinéastes Hélène Bourgault, Bernard Émond, Louise Gendron, Michel Van De Walle et Michel Sénécal,,. La création du GIV s'inscrit dans une période de l'histoire du Québec marquée par des bouleversements socio-politiques favorisant l'émergence de groupes de vidéastes engagés. L'expérimentation formelle et les préoccupations sociales, politiques et idéologiques sont au cœur de cette nouvelle production vidéographique emblématique de la première moitié des années 1970. Le GIV répond au besoin que manifestent les artistes et acteurs sociaux de l’époque d'avoir accès à des moyens de communication démocratiques — c'est-à-dire moins coûteux que le film, plus simples à manipuler et dont le caractère instantané permet des actions d'intervention immédiates.

### Différentes vagues d'évolution
À ses débuts, le GIV était un regroupement d'artistes qui « prônait des positions d’intervention radicale » , utilisant la vidéo comme outil de changement social. La volonté de contrôler ses propres moyens de production et d'affirmer une création de contenu indépendante se fait sentir dès les premières années de la création du collectif.
Dès les années 1980, le groupe mixte à l'origine de la création du GIV laisse peu à peu place à une équipe entièrement féminine composée d'Albanie Morin, Diane Poitras, Nancy Marcotte et Nicole Hubert, orientant plus catégoriquement le collectif vers des productions féministes. À travers des stratégies de réalisation oscillant entre le cinéma direct et la fiction, les réalisations soutenues par le GIV insistent sur le décloisonnement des genres. Toujours au tournant des années 1980, le GIV devient membre du Regroupement des groupes de vidéo-intervention avec le Centre Ciné-Vidéo du Faubourg, le Centre «La femme et le film», le Centre vidéo populaire de la Rive-Sud, le Centre populaire d'animation audiovisuelle du Québec, le Centre Vidéo Lotbinière ainsi que les Ateliers des médias populaires. Avec Vidéo Femmes (anciennement appelé La femme et le film), le Groupe Intervention Vidéo est pionnier dans la représentation de la production indépendante, féminine (au sens le plus inclusif du terme) et engagée au Québec.

## Structure institutionnelle

### Financement
Le GIV est financé par les trois niveaux gouvernementaux : le Conseil des Arts du Canada, le Conseil des arts et de lettres du Québec et le Conseil des arts de Montréal,.

### Équipe
- Petunia Alves : direction générale[13], production, projets spéciaux, 1989-
- Liliana Nunez : distribution, festivals
- Anne Golden : direction artistique[6] 1989-
- Annaëlle Winand : direction artistique
- Jillian Robinson
- Nancy Marcotte : directrice générale, 1984-1990
- Nicole Hubert : 198? -1984

## Activités

### Distribution

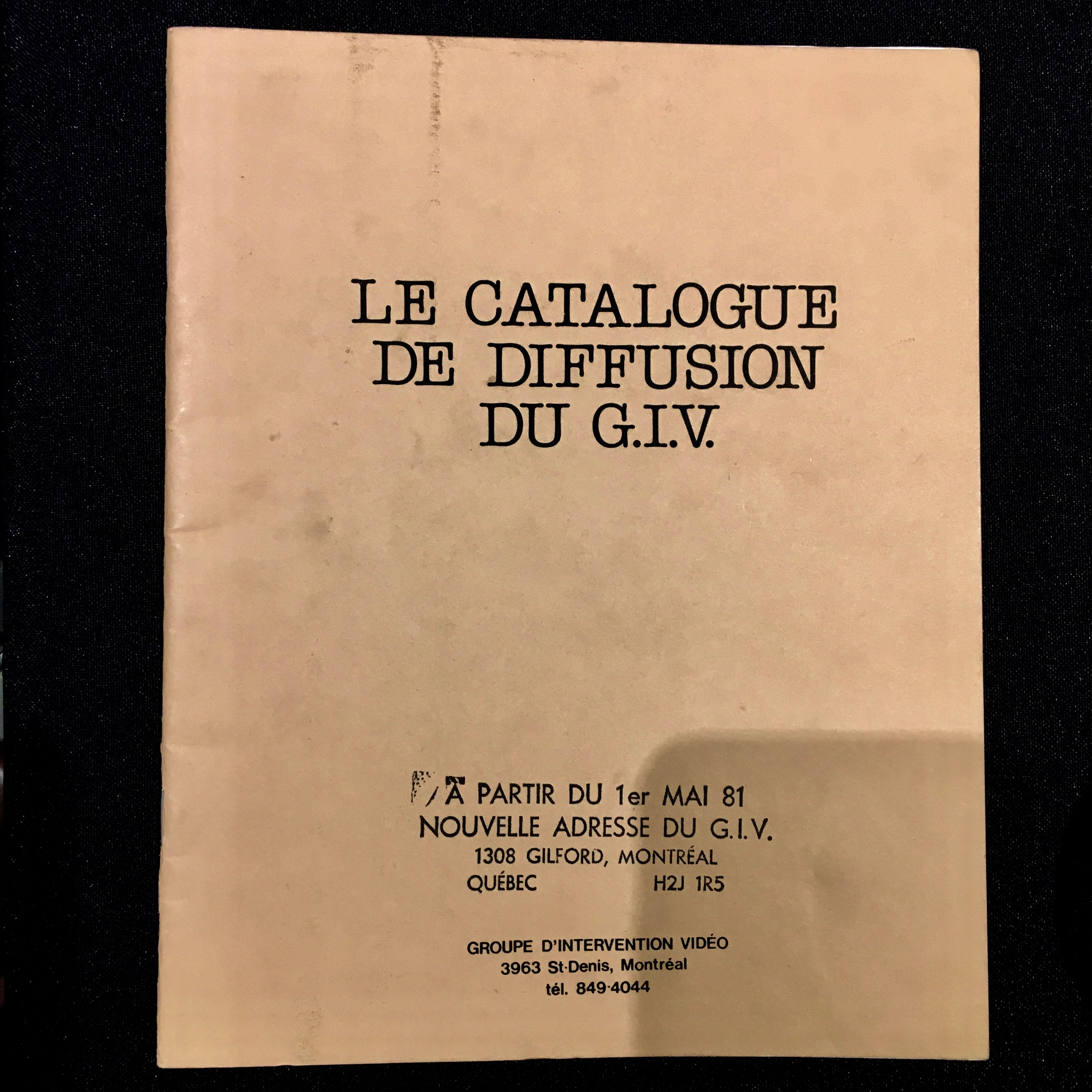
Catalogue du Groupe Intervention Vidéo de 1981

Le Groupe Intervention Vidéo possède un inventaire de 1 660 œuvres disponibles sur différents supports et en plusieurs langues, principalement en anglais et en français. Les types d'œuvres prédominants sont l'art vidéo, l'expérimental, l'essai, le documentaire, l'animation, la fiction, la vidéo de danse et la performance. Le GIV distribue ses œuvres à différentes instances telles que des festivals, des galeries et musées, et différents secteurs de l'éducation. La distribution devient une priorité pour le Groupe Intervention Vidéo dès les années 1980, poussé par la volonté de soutenir des réalisatrices et d'affirmer le rôle de la vidéo comme outil d'intervention dans le champ culturel et social. À la fin des années 1980, des films anglophones et d'Amérique latine intègrent le catalogue du GIV et rejoignent les réalisations francophones.

### Aide à la production
Le Groupe Intervention Vidéo est impliqué auprès de plusieurs associations de femmes et fournit régulièrement de l'équipement ou des services de production. Il est aussi actif auprès des cégeps et des universités de la région.

### Vidéos de femmes dans le parc
En 1992, le GIV créé l'événement Vidéos de femmes dans le parc, qui vise à diffuser des vidéos de réalisatrices au Parc La Fontaine, à Montréal. Anne Golden et Cecil Castellucci, à l'origine du projet, se sont inspirées des Drive-In ou ciné-parcs américains pour lancer ce festival en plein air qui a pour but de sensibiliser un public plus large à la production de vidéos faites par des femmes. Pour la première édition du 21 août 1992, au Théâtre de Verdure, une douzaine de vidéos ont été choisies puis regroupées en quatre thèmes : Images et musiques (sur la démarche créatrice des artistes), Le « travail » des femmes (traitant du travail domestique), Langage : corps, paroles, cultures... (explorant la résilience) et Les sentiers de la santé. Des artistes telles qu'Esther Valiquette, Joane Fréchette, Ève Lamont, Christine Martin, Tatiana Gaviola, Catherine Derosiers, Sara Diamond, Tamithy Basaraba et Jennifer Babcock font partie de la programmation. Le festival est subventionné par le Conseil des arts du Canada. 

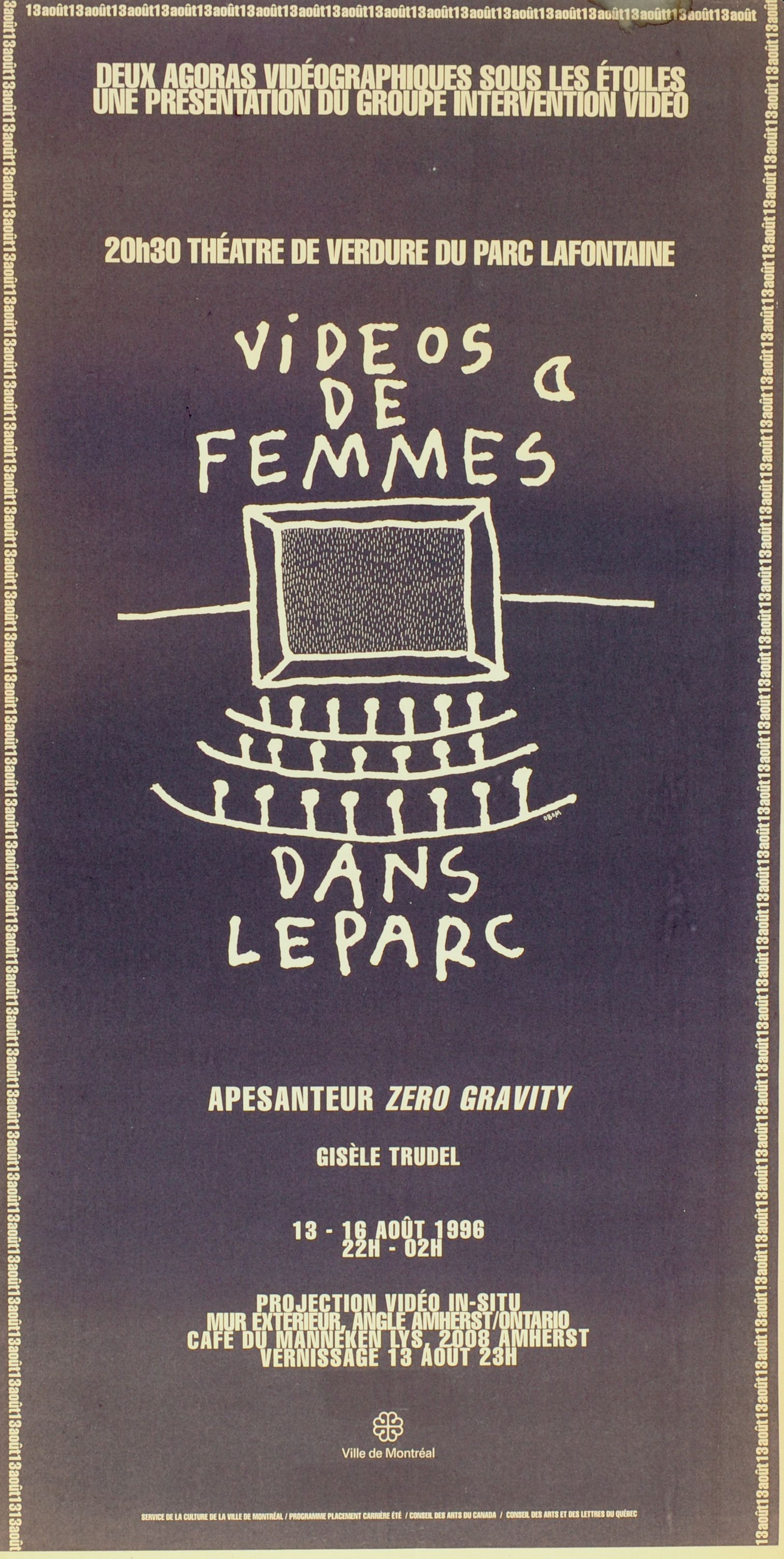
Affiche de l'événement Vidéos de femmes dans le parc organisé par le Groupe intervention vidéo du 13 au 16 août 1996.

La deuxième édition organisée le 17 août 1993, toujours au Théâtre de Verdure, programme les films Femmes et SIDA de Jane Kubke, La Bombe économique d'Ève Lamont, Sick World II : Even Sicker de Deb Vanslet, Aberrant Motion #2 de Cathy Sisler, Where is Selma de Sara Morley, C'est classe de Charline Boudreau ou encore L'abominable microbe de Diane O'Bomsawin,. Une pièce chorégraphique et une œuvre d'art numérique font aussi partie de la programmation.

## Artistes diffusées par le GIV
- Silvana Afram
- J. Babcock
- T. Basaraba
- Sophie Bissonnette
- Marusia Bociurkiw
- Gloria Camiruaga
- Lynda Craig
- Catherine Desrosiers
- Sara Diamond
- Chantal duPont
- Cathy Sisler
- Joane Fréchette
- Tatiana Gaviola[18],[19]
- Isabelle Hayeur
- Jane Kubke[20]
- Ève Lamont
- Diane Obomsawin[20]
- Diane Poitras
- Sabrina Ratté
- Lotty Rosenfeld
- Martha Rosler
- Lydia Schouten
- Jean-Pierre St-Louis
- Kate Thomas
- Esther Valiquette[20]